# I Lived
«I Lived» es una canción realizada por la banda estadounidense de pop rock OneRepublic, incluida en su tercer álbum de estudio Native. Se lanzó el 23 de septiembre de 2014 como el sexto sencillo del álbum. Originalmente estaba planeado para ser lanzado como el quinto sencillo en enero de 2014, pero decidieron optar por «Love Runs Out».

## Composición
Tedder señaló que escribió la canción para su hijo de cuatro años de edad. En una entrevista con la revista People, dijo, "La idea, en palabras del gran Robin Williams, de La sociedad de los poetas muertos, es muy 'carpe diem'. Además dijo que es absolutamente universal y aplicable a todo el mundo. En cuanto a la parte de la letra "con todos los huesos rotos, te juro que viví" expresó "Así, por cada día que estés en la tierra, por cada minuto que transcurra, está en la idea de hacer nada menos exactamente lo que sientes que se supone que debas hacer y exprimir hasta la última gota de la vida cotidiana, independientemente de las dificultades y las pruebas que ésta te propone". Al igual que ocurrió con otras canciones del álbum Native, cita a U2 en la inspiración de escribir canciones desde el corazón y desde la experiencia personal.

## Video musical
La historia del vídeo musical surgió de Sophie Muller y está dirigido por Noble Jones. Está dedicado a un joven fan llamado Bryan Warnecke, que lucha contra la enfermedad fibrosis quística. Én el, Bryan cuenta como sobrelleva la enfermedad y sueña competir en los Juegos Olímpicos como portero del equipo de hockey de Estados Unidos. Por el momento la fundación de su enfermedad y el grupo le están ayudado a mantener vivo su deseo. Cuenta también que espera llegar a los 36 años de edad, la cual es la expectativa de vida estipulada para aquellos que padecen esta enfermedad, intercalando con escenas de su juventud en familia. El vídeo concluye con una visita del joven al concierto realizado por la banda en el Red Rocks Amphitheatre, una sala de conciertos al aire libre sobre una estructura de roca en la ciudad de Morrison (a 16 km de Denver, en el estado de Colorado), donde fue invitado por sus ídolos. Además señala que Bryan y sus amigos han viajado más de 1.200 kilómetros recaudando 300.000 dólares para la investigación de la fibrosis quística.

## Otros usos
- La canción fue utilizada para el anuncio de televisión para promocionar la nueva Clase B Electric Drive de Mercedes-Benz.[6]
- La canción fue utilizada en España para el anuncio de televisión del yogur bebible "Actimel Pro-Vital" de Danone .
- Un remix fue lanzado para la campaña para la lucha contra el sida realizada por Coca-Cola [RED].[2]
- En el episodio "Dreams Come True" de la serie de televisión Glee, fue utilizada como la última canción interpretada por el elenco. Ambientada en el año 2020, marcó el final del episodio, de la temporada y de la serie.
- En el episodio final de la quinta temporada de la serie de televisión 90210 fue utilizada para dar fin a la serie.
- La canción fue usada para el tráiler y propaganda de la película de Meryl Streep, Ricki and the Flash.

## Lista de canciones
| Descarga digital |           |          |  |
| N.º              | Título    | Duración |  |
| 1.               | «I Lived» | 3:35     |  |

| Estados Unidos — Descarga digital (Versión en EP) |                            |          |  |
| N.º                                               | Título                     | Duración |  |
| 1.                                                | «I Lived» (Arty Remix)     | 4:26     |  |
| 2.                                                | «I Lived» (Carousel Remix) | 3:39     |  |
| 3.                                                | «I Lived» (Heroic Remix)   | 3:43     |  |
| 4.                                                | «I Lived» (iTunes Session) | 3:59     |  |

## Posicionamiento en listas y certificaciones
| Lista (2014–15)                           | Mejor posición |
| ----------------------------------------- | -------------- |
| Alemania (Media Control AG)               | 61             |
| Australia (ARIA Singles Chart)            | 86             |
| Austria (Ö3 Austria Top 40)               | 48             |
| Bélgica (Ultratip flamenca)               | 20             |
| Canadá (Hot 100)                          | 29             |
| Eslovaquia (Singles Digitál Top 100)      | 64             |
| Estados Unidos (Billboard Hot 100)        | 32             |
| Estados Unidos (Pop Songs)                | 18             |
| Estados Unidos (Adult Pop Songs)          | 10             |
| Estados Unidos (Adult Contemporary)       | 14             |
| Estados Unidos (Dance/Mix Show Airplay)   | 34             |
| Francia (SNEP)                            | 108            |
| Hungría (Rádiós Top 40)                   | 11             |
| Irlanda (IRMA)                            | 44             |
| Italia (FIMI)                             | 18             |
| Nueva Zelanda (Recorded Music NZ)         | 35             |
| Polonia (Polish Airplay Top 20)           | 18             |
| Reino Unido (UK Singles Chart)            | 29             |
| República Checa (Singles Digitál Top 100) | 67             |

| País   | Organismo certificador | Certificación | Ventas | Ref.   |
| ------ | ---------------------- | ------------- | ------ | ------ |
| Italia | FIMI                   | Oro           | 15 000 | [ 25 ] |